# Moritz von Bissing
Moritz Ferdinand von Bissing (ur. 30 stycznia 1844 w Bellmannsdorfie, zm. 18 kwietnia 1917 w Brukseli) – niemiecki generaloberst, adiutant cesarza Wilhelma II, gubernator generalny Belgii w trakcie I wojny światowej. 

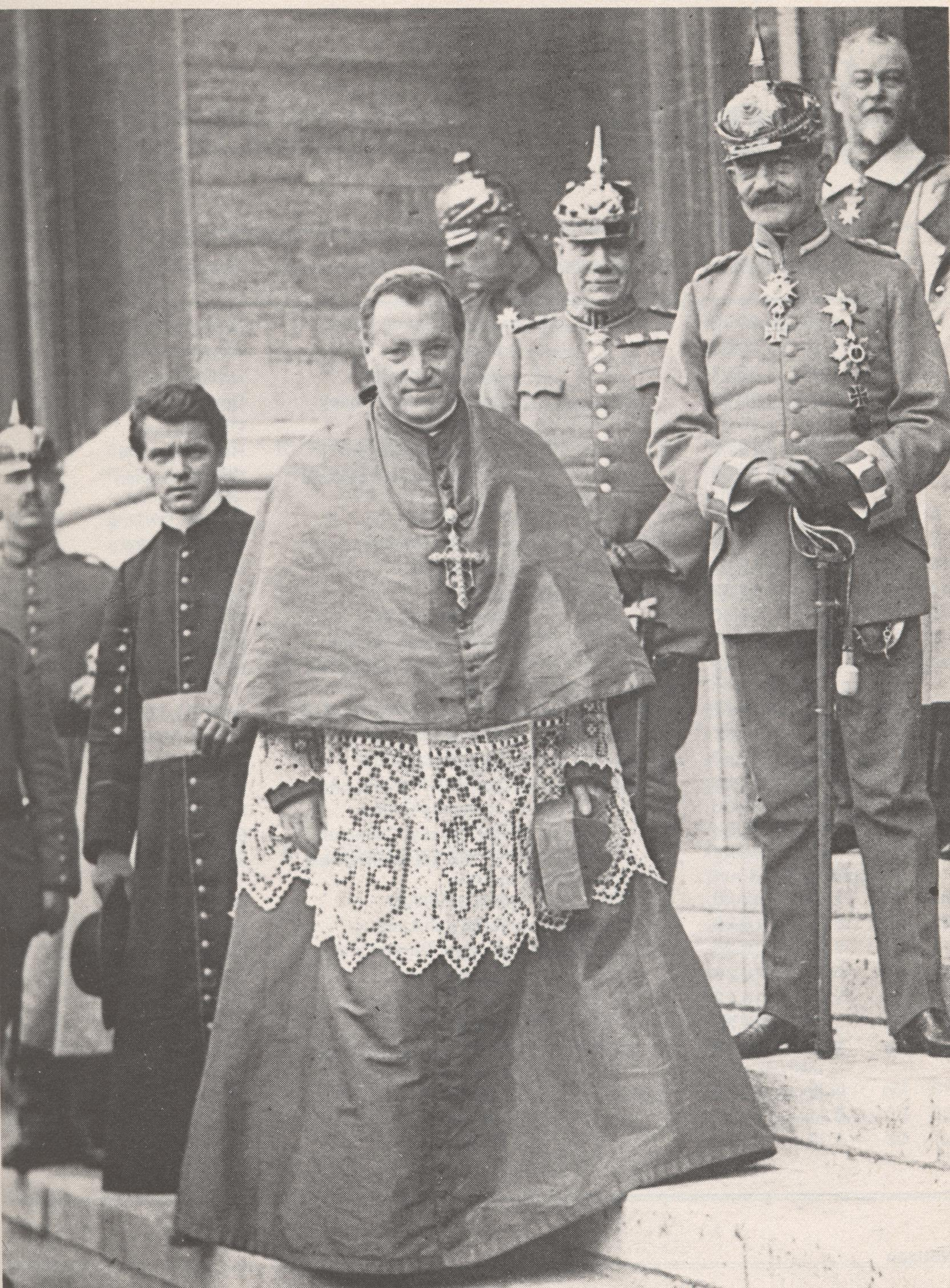
Generał von Bissing i kardynał Franziskus von Bettinger. Bruksela, 1916.

## Życiorys
Od 1863 roku służył w armii pruskiej, a jego pierwszym przydziałem był 2. Śląskim Pułku Dragonów. W 1865 roku awansowany do stopnia podporucznika. Uczestnik wojny prusko-austrickiej, walczył między innymi w bitwie pod Náchodem. W latach 1867-1970 uczęszczał do akademii wojskowej w Berlinie. W trackie wojny francusko-pruskiej był adiutantem kronprinza Fryderyka, dowódcy 3. Armii. W 1871 roku awansowany do stopnia podporucznika i przydzielony do 1. Pułku Piechoty Gwardii, w którym służył do 1873 roku. W latach 1874-1876 oddelegowany do Sztabu Generalnego, w stopniu kapitana. W 1876 roku przeniesiony do sztabu X Korpusu Armii. Cztery lata później został oddelegowany do służby w 7. Pułku Huzarów w Bonn, na stanowisko dowódcy szwadronu. W trackie służby w pułku awansował do stopnia majora. Następnie, od 1884 roku, oficer sztabowy III Korpusu Armii. W 1887 roku został adiutantem kronprinza Wilhelma. Rok później, cesarz Wilhelm II mianował go swoim adiutantem i dowódcą straży przybocznej władcy, w stopniu podpułkownika. W 1890 roku awansowany do stopnia pułkownika. W 1898 roku został dowódcą 4. Brygady Kawalerii Gwardii w stopniu generała majora. W latach 1897-1901 roku pełnił funkcję dowódcy 29. Dywizji Piechoty, otrzymując w tym czasie awans na stopień generała porucznika. W 1901 roku został mianowany dowódcą VII Korpusu Armii, a rok później otrzymał stopień generał kawalerii. Funkcję tę pełnił do 12 grudnia 1907 roku, kiedy na własną prośbę został przeniesiony w stan spoczynku. 24 stycznia 1912 roku cesarz Wilhelm II nadał mu godność Freiherr i mianował honorowym dowódcą gwardii przybocznej. Po wybuchu I wojny światowej przywrócony do aktywnej służby wojskowej, jako zastępca dowódcy VII Korpusu Armii. 2 grudnia 1914 roku został awansowany na stopień generała pułkownika i zastąpił feldmarszałka Colmara von der Goltza na stanowisku gubernatora generalnego okupowanej Belgii. Z powodów zdrowotnych, 1917 roku zrezygnował z pełnionej funkcji. Zmarł w Brukseli w wieku 73 lat.

## Odznaczenia
Odznaczenia gen. von Bissinga to między innymi:
- Krzyż Wielki Orderu Orła Czerwonego z liśćmi dębu i koroną
- Order Królewski Korony I klasy z mieczami na pierścieniu
- Order Królewski Korony IV klasy z mieczami
- Komandor Orderu Hohenzollernów z gwiazdą
- Krzyż Żelazny II klasy
- Odznaka za Służbę Wojskową
- Krzyż Wielki Orderu Lwa Zeryngeńskiego (Badenia)
- Krzyż Wielki II klasy Orderu Zasługi Wojskowej (Bawaria)
- Oficer IV klasy Orderu Zasługi Wojskowej z mieczami (Bawaria)
- Komandor II klasy Orderu Henryka Lwa (Brunszwik)
- Krzyż Zasługi I klasy Orderu Domowego Lippe (Lippe)
- Wielki Komandor Orderu Gryfa (Meklemburgia)
- Komandor I klasy Orderu Alberta (Saksonia)
- Kawaler I klasy Orderu Alberta z dekoracją wojenną (Saksonia)
- Kawaler II klasy Orderu Ernestyńskiego z mieczami (Saksonia)
- Krzyż Zasługi I klasy Orderu Domowego Schaumburg-Lippe (Schaumburg-Lippe)
- Kawaler I klasy Orderu Fryderyka z mieczami (Wirtembergia)
- Oficer Orderu Leopolda (Belgia)
- Komandor I klasy Orderu Danebroga (Dania)
- Kawaler Krzyża Wielkiego Orderu Świętych Maurycego i Łazarza (Włochy)
- Wielki Oficer Orderu Korony Włoch (Włochy)
- Wielki Oficer Orderu Oranje-Nassau (Niderlandy)
- Kawaler Orderu Korony Żelaznej II klasy (Austro-Węgry)
- Komandor Orderu Franciszka Józefa z gwiazdą (Austro-Węgry)
- Komandor Orderu Gwiazdy Rumunii (Rumunia)
- Wielki Oficer Orderu Korony Rumunii (Rumunia)
- Order Świętej Anny II klasy (Imperium Rosyjskie)
- Komandor Orderu Miecza (Szwecja)
- Order Medżydów I klasy (Imperium Osmańskie)